# مرتضی رحمانی
مرتضی رحمانی روستایی در دهستان سده بخش سده شهرستان قائنات استان خراسان جنوبی ایران است. بر پایه سرشماری عمومی نفوس و مسکن در سال ۱۳۹۰ جمعیت این روستا ۹۹ نفر (در ۳۷ خانوار) بوده‌است.